# UAE チーム・エミレーツ・XRG
UAE チーム・エミレーツ・XRG（UAE Team Emirates - XRG）は、アラブ首長国連邦を本籍地とする、自転車競技、ロードレースのチーム。UCIワールドチームのうちの一つである。

## 概要
1982年に結成されたデル・トンゴを事実上継承する形で誕生したのが当チームである。結成当時のゼネラル・マネージャーを務めたジュゼッペ・サロンニは選手時代、デル・トンゴのリーダーとして活躍した。
1991年にデル・トンゴが解散したことを受け、1992年に、世界的な自転車製造会社であるコルナゴと、プレコート鋼板の製造会社であるランプレがスポンサーとなり、コルナゴ・ランプレを結成した。
1993年、コルナゴがスポンサーを降り、ランプレ・ポルティ(Lampre-Polti)と改称。
1994年、ランプレ・パナリア(Lampre-Panaria)に改称。
1996年、ランプレがスポンサーを降り、パナリア・ヴィナヴィル(Panaria-Vinavil)に改称されたが、同年限りでチームは解散となったため、一旦はチームの歴史が断絶することになる。
1999年、ランプレが、ダイキン工業のイタリア法人と共同でスポンサーとなり、ランプレ・ダイキンとして改めてチームを結成。
2003年、ランプレ単独名に改称。
2005年、前年の2004年まで活動していた、エスプレッソ機械製造会社であるサエコがスポンサーとなっていたチームを吸収合併し、ランプレ・カッフィータ(Lampre-Caffita)と改称。キャノンデールを使用していた。
2006年、ランプレ・フォンディタルに改称。バイクはウィリエールに変更。2012年まで使用する。
2008年、再びランプレ単独名に改称された。
2009年、ランプレ・N.G.Cに改称。
2010年、ワイン、グラッパなどを製造するファルネーゼ・ヴィーニが新スポンサーとなり、ランプレ＝ファルネーゼ・ヴィーニに改称。
2011年、CAD開発企業であるISDが新スポンサーとなり、ランプレ・ISDに改称。
2013年、台湾のバイクメーカーであるメリダ・インダストリーがISDに代わりセカンドスポンサーになり名称が変更し、自転車もウィリエールからメリダに変更。ランプレ・メリダとなる。
2017年、中国のスポンサーを獲得しチーム名もTJスポートとなる、とのアナウンスがなされていたが、登録直前になって急転し、アラブ首長国連邦登録のUAEアブダビ (UAE Abu Dhabi) となった。2月になってエミレーツ航空がスポンサーに加わりUAE チーム・エミレーツとなる。

## 主な実績

### 1992年
- ジロ・デ・イタリア 新人賞　パヴェル・トンコフ

### 1993年
- ミラノ〜サンレモ 優勝　マウリツィオ・フォンドリエスト
- フレッシュ・ワロンヌ 優勝　マウリツィオ・フォンドリエスト
- チューリッヒ選手権 優勝　マウリツィオ・フォンドリエスト
- ティレーノ〜アドリアティコ 総合優勝　マウリツィオ・フォンドリエスト
- ツール・ド・フランス ポイント賞　ジャモリディネ・アブドヤパロフ (区間3回優勝)
- ジロ・デ・イタリア　新人賞　パヴェル・トンコフ　区間優勝　マウリツィオ・フォンドリエスト　インテルジロ賞　ヤン・スヴォラダ　チーム総合時間賞
- ブエルタ・ア・エスパーニャ　区間優勝　ジャモリディネ・アブドヤパロフ (3回)、セルゲイ・ウチャコフ

### 1994年
- ジロ・デ・イタリア　区間優勝　ヤン・スヴォラダ (3回)

### 1995年
- ジロ・ディ・ロンバルディア 優勝　ジャンニ・ファレジン
- ツール・ド・スイス 総合優勝　パヴェル・トンコフ
- ジロ・デ・イタリア　区間優勝　マウリツィオ・フォンドリエスト、ヤン・スヴォラダ

### 1996年
- ジロ・デ・イタリア　総合優勝　パヴェル・トンコフ（区間優勝）、チーム総合ポイント賞

### 1999年
- ブエルタ・ア・エスパーニャ　スプリント賞　ロバート・ハンター（区間優勝）
- ベルギー選手権 個人ロードレース 優勝　リュド・ディルクスセンス

### 2000年
- HEWクラシックス 優勝　ガブリエーレ・ミッサリア
- ツール・ド・スイス 総合優勝　オスカル・カーメンツィント
- ジロ・デ・イタリア　区間優勝　マウリツィオ・フォンドリエスト、ヤン・スヴォラダ
- ブエルタ・ア・エスパーニャ　区間優勝　マリアーノ・ピッコリ、ジルベルト・シモーニ
- 南アフリカ共和国選手権 個人ロードレース 優勝　ロバート・ハンター

### 2001年
- リエージュ〜バストーニュ〜リエージュ 優勝　オスカル・カーメンツィント
- ツール・ド・フランス　区間優勝　ヤン・スヴォラダ
- ジロ・デ・イタリア　総合優勝、コンビネーション賞　ジルベルト・シモーニ（区間優勝）
- ブエルタ・ア・エスパーニャ　区間優勝　フアン・マヌエル・ガラテ、ロバート・ハンター、ジルベルト・シモーニ

### 2002年
- ツール・ド・フランス　区間優勝　ルーベンス・ベルトリアティ
- ジロ・デ・イタリア　区間優勝　パヴェル・トンコフ
- ラトビア選手権　優勝　ライヴィス・ベロホヴォシュチクス（個人タイムトライアル、ロードレース）

### 2003年
- ジロ・デ・イタリア　チーム総合時間賞

### 2006年
- ツール・ド・フランス　新人賞　ダミアーノ・クネゴ

### 2007年
- ヴァッテンフォール・サイクラシックス 優勝　アレッサンドロ・バッラン
- ジロ・ディ・ロンバルディア 優勝　ダミアーノ・クネゴ
- ツール・ド・フランス　区間優勝　ダニエーレ・ベンナーティ (2回)
- ジロ・デ・イタリア　区間優勝　マルツィオ・ブルセギン、ダニーロ・ナポリターノ
- ブエルタ・ア・エスパーニャ　区間優勝　ダニエーレ・ベンナーティ (3回)

### 2008年
- アムステル・ゴールドレース 優勝　ダミアーノ・クネゴ
- ジロ・ディ・ロンバルディア 優勝　ダミアーノ・クネゴ
- ジロ・デ・イタリア　区間優勝　マルツィオ・ブルセギン
- ロードレース世界選手権　エリート個人ロードレース 優勝　アレッサンドロ・バッラン

### 2009年
- ブエルタ・ア・エスパーニャ　区間優勝　ダミアーノ・クネゴ (2回)

### 2010年
- ツール・ド・ロマンディ 総合優勝　シモン・シュピラック
- ツール・ド・フランス　ポイント賞　アレッサンドロ・ペタッキ(区間2回優勝)
- ブエルタ・ア・エスパーニャ　区間優勝　アレッサンドロ・ペタッキ

### 2015年
- パリ～ニース　区間優勝　ダヴィデ・チモライ（第5ステージ）
- ジロ・デ・イタリア　区間優勝　ヤン・ポランツェ（第5）、ディエゴ・ウリッシ（第7）、サーシャ・モドロ（第13,17ステージ）
- クリテリウム・デュ・ドフィネ　区間優勝　ルイ・コスタ（第6ステージ）
- ツール・ド・スイス　区間優勝　クリスティアン・デュラセック（第2ステージ）
- ポルトガル選手権　優勝　ネルソン・オリヴェイラ（個人タイムトライアル、ロードレース）
- エチオピア選手権　優勝　ツガブ・グルマイ（個人タイムトライアル、ロードレース）
- スロベニア選手権　優勝　ルカ・ピベルニク（ロードレース）
- ツール・ド・フランス　区間優勝　ルーベン・プラザ（第16ステージ）
- ブエルタ・ア・エスパーニャ　区間優勝　ネルソン・オリヴェイラ（第13）、ルーベン・プラザ（第20）
- 台湾選手権　優勝　フェン・チュンカイ（個人タイムトライアル）

### 2016年
- カタルーニャ一周　区間優勝　ダヴィデ・チモライ（第6ステージ）
- ジロ・デ・イタリア　区間優勝　ディエゴ・ウリッシ（第4,11ステージ）
- ブエルタ・ア・エスパーニャ　区間優勝　ヴァレリオ・コンティ（第13ステージ）
- エネコ・ツアー　区間優勝　ルカ・ピベルニク（第6ステージ）

### 2017年
- アブダビ・ツアー
  - 総合優勝　ルイ・コスタ（第3ステージ優勝）
  - チーム総合時間賞
- アラブ首長国連邦選手権　優勝　ユースフ・ミルザ・アルハマディ（ロードレース、個人タイムトライアル）
- ジロ・デ・イタリア　区間優勝　ヤン・ポランツェ（第4ステージ）
- スロベニア選手権　優勝　ヤン・ポランツェ（個人タイムトライアル）
- ツール・ド・ポローニュ　区間優勝　サーシャ・モドロ（第2ステージ）
- ブエルタ・ア・エスパーニャ　マテイ・モホリッチ　区間優勝（第7ステージ）
- グランプリ・シクリスト・ド・モンレアル　優勝　ディエゴ・ウリッシ
- ツアー・オブ・ターキー　総合優勝　ディエゴ・ウリッシ（第4ステージ優勝）

### 2018年
- アジア選手権　優勝　ユースフ・ミルザ・アルハマディ（ロードレース）
- アブダビ・ツアー　区間優勝　アレクサンダー・クリストフ（第1ステージ）
- エシュボルン＝フランクフルト　優勝　アレクサンダー・クリストフ
- クリテリウム・デュ・ドーフィネ　区間優勝　ダニエル・マーティン（第5ステージ）
- ツール・ド・スイス　区間優勝　ディエゴ・ウリッシ（第5ステージ）
- ノルウェー選手権　優勝　ヴェーガル・スターク・ラエンゲン（ロードレース）
- ツール・ド・フランス　区間優勝　ダニエル・マーティン（第6ステージ）、アレクサンダー・クリストフ（第21ステージ）

### 2019年
- ツアー・ダウンアンダー 区間優勝 ヤスパー・フィリプセン（第5ステージ）
- UAEツアー　区間優勝　フェルナンド・ガビリア（第2ステージ）
- アラブ首長国連邦選手権　優勝　ユースフ・ミルザ・アルハマディ（個人タイムトライアル、ロードレース）
- ヘント〜ウェヴェルヘム　優勝　アレクサンダー・クリストフ
- イツリア・バスク・カントリー　 新人賞　タデイ・ポガチャル
- ジロ・デ・イタリア　区間優勝　フェルナンド・ガビリア（第3ステージ）
- ツアー・オブ・カリフォルニア　 総合優勝、ヤングライダー賞　タデイ・ポガチャル（第6ステージ優勝）
- ブエルタ・ア・エスパーニャ　 ヤングライダー賞　タデイ・ポガチャル（第9,13,20ステージ優勝）
- ツアー・オブ・広西　区間優勝　フェルナンド・ガビリア（第1,5ステージ）

### 2020年
- UAEツアー　区間優勝　タデイ・ポガチャル（第5ステージ）
- クリテリウム・デュ・ドーフィネ　区間優勝　ダヴィデ・フォルモロ（第3ステージ）
- ツール・ド・フランス
  -  総合優勝、 山岳賞、ヤングライダー賞　タデイ・ポガチャル（第9,15ステージ、第20ステージ・個人タイムトライアル優勝）
  - 区間優勝　アレクサンダー・クリストフ（第1ステージ）
- ビンクバンク・ツアー　区間優勝　ヤスパー・フィリプセン（第1ステージ）
- ジロ・デ・イタリア　区間優勝　ディエゴ・ウリッシ（第2,13ステージ）
- ブエルタ・ア・エスパーニャ　区間優勝　ヤスパー・フィリプセン（第15ステージ）

### 2021年
- UAEツアー　 総合優勝、ヤングライダー賞　タデイ・ポガチャル（第3ステージ優勝）
- アラブ首長国連邦選手権　優勝　ヨウセフ・ミルサ（英語版）（個人タイムトライアル、ロードレース）
- ティレーノ〜アドリアティコ　 総合優勝　タデイ・ポガチャル（第4ステージ優勝）
- 南アフリカ共和国選手権　優勝　ライアン・ギボンズ（個人タイムトライアル）
- イツリア・バスク・カントリー　区間優勝　タデイ・ポガチャル（第3ステージ）
- リエージュ〜バストーニュ〜リエージュ　優勝　タデイ・ポガチャル
- ジロ・デ・イタリア　区間優勝　ジョー・ドンブロウスキー（第4ステージ）
- ツール・ド・フランス  総合優勝、 山岳賞、ヤングライダー賞　タデイ・ポガチャル（第5ステージ・個人タイムトライアル、第17,18ステージ優勝）
- ツール・ド・ポローニュ　区間優勝　フェルナンド・ガビリア（第3ステージ）
- ブエルタ・ア・エスパーニャ　区間優勝　ラファウ・マイカ（第15ステージ）
- イル・ロンバルディア　優勝　タデイ・ポガチャル

### 2022年
- フォーン＝アルデシュ・クラシック　優勝　ブランドン・マクナルティ（英語版）
- UAEツアー　 総合優勝、ヤングライダー賞　タデイ・ポガチャル（第4ステージ優勝）
- トロフェオ・ライグエーリア　優勝　ヤン・ポランツ
- ストラーデ・ビアンケ　優勝　タデイ・ポガチャル
- パリ～ニース　区間優勝　ブランドン・マクナルティ（英語版）（第5ステージ）
- ティレーノ〜アドリアティコ　 総合優勝、 ポイント賞、 ヤングライダー賞　タデイ・ポガチャル（第4, 6ステージ優勝）
- ブレーデネ・コクサイデ・クラシック　優勝　パスカル・アッカーマン
- ボルタ・ア・カタルーニャ　区間優勝　ジョアン・アルメイダ（第4ステージ）
- ジロ・デ・イタリア　区間優勝　アレッサンドロ・コーヴィ（英語版）（第20ステージ）
- グラン・プレミオ・インドゥストリア・エ・アルティジャナート　優勝　ディエゴ・ウリッシ
- ツアー・オブ・スロベニア
  - 総合優勝、ポイント賞　タデイ・ポガチャル（第3、5ステージ優勝）
  - 山岳賞　ラファウ・マイカ（第1、4ステージ優勝）
- ツール・ド・フランス　ヤングライダー賞　タデイ・ポガチャル（第6，7，17ステージ優勝）
- ツール・ド・ポローニュ　区間優勝　パスカル・アッカーマン（第4ステージ）
- ブエルタ・ア・ブルゴス　区間優勝　ジョアン・アルメイダ（第5ステージ）
- ブエルタ・ア・エスパーニャ
  - 総合3位　フアン・アユソ（英語版）
  - 総合敢闘賞　マルク・ソレル
  - 区間優勝　マルク・ソレル（第5ステージ）、フアン・モラノ（英語版）（第21ステージ）
  - チーム総合時間賞
- ツール・ド・ルクセンブルク　区間優勝　マッテオ・トレンティン（第2ステージ）
- グランプリ・シクリスト・ド・モンレアル　優勝　タデイ・ポガチャル
- UAE選手権　優勝　ヨウセフ・ミルサ（英語版）（個人TT、個人ロードレース）
- スイス選手権　優勝　ジョエル・ズーター（英語版）（個人TT）
- ポルトガル選手権　優勝　ジョアン・アルメイダ（個人ロードレース）

## 2022年陣容
2022年選手一覧
| 選手名                            | 国籍             | 生年月日               | 前年所属チーム                   |
| --------------------------------- | ---------------- | ---------------------- | -------------------------------- |
| パスカル・アッカーマン            | ドイツ           | 1994年1月17日（31歳）  | ボーラ＝ハンスグローエ           |
| ジョアン・アルメイダ              | ポルトガル       | 1998年8月5日（26歳）   | ドゥクーニンク・クイックステップ |
| アンドレス・アルディラ            | コロンビア       | 1999年6月2日（25歳）   |                                  |
| フアン・アユソ                    | スペイン         | 2002年9月16日（22歳）  |                                  |
| ジョージ・ベネット                | ニュージーランド | 1990年4月7日（34歳）   | チーム・ユンボ・ヴィスマ         |
| ミッケル・ビョーグ                | デンマーク       | 1998年11月3日（26歳）  |                                  |
| アレクシー・ブリュネル (6/22まで) | フランス         | 1998年10月10日（26歳） | グルパマ・FDJ                    |
| ルイ・コスタ                      | ポルトガル       | 1986年10月5日（38歳）  |                                  |
| アレッサンドロ・コーヴィ          | イタリア         | 1998年9月28日（26歳）  |                                  |
| フィン・フィッシャーブラック      | ニュージーランド | 2001年12月21日（23歳） |                                  |
| ダヴィデ・フォルモロ              | イタリア         | 1992年10月25日（32歳） |                                  |
| フェルナンド・ガビリア            | コロンビア       | 1994年8月19日（30歳）  |                                  |
| ライアン・ギボンズ                | 南アフリカ共和国 | 1994年8月13日（30歳）  |                                  |
| フェリックス・グロス              | ドイツ           | 1998年9月4日（26歳）   |                                  |
| マルク・ヒルシ                    | スイス           | 1998年8月24日（26歳）  |                                  |
| アルバロ・ホッジ                  | コロンビア       | 1996年9月16日（28歳）  | ドゥクーニンク・クイックステップ |
| ヴェーガル・スターク・ラエンゲン  | ノルウェー       | 1989年2月7日（36歳）   |                                  |
| ラファウ・マイカ                  | ポーランド       | 1989年9月12日（35歳）  |                                  |
| ブランドン・マクナルティ          | アメリカ合衆国   | 1998年4月2日（26歳）   |                                  |
| ヨウセフ・ミルサ                  | アラブ首長国連邦 | 1988年10月8日（36歳）  |                                  |
| フアン・モラノ                    | コロンビア       | 1994年11月4日（30歳）  |                                  |
| イヴォ・オリヴェイラ              | ポルトガル       | 1996年9月5日（28歳）   |                                  |
| ルイ・オリヴェイラ                | ポルトガル       | 1996年9月5日（28歳）   |                                  |
| タデイ・ポガチャル                | スロベニア       | 1998年9月21日（26歳）  |                                  |
| ヤン・ポランツ                    | スロベニア       | 1992年5月6日（32歳）   |                                  |
| マキシミリアーノ・リケーゼ        | アルゼンチン     | 1983年3月7日（42歳）   |                                  |
| マルク・ソレル                    | スペイン         | 1993年11月22日（31歳） | モビスター・チーム               |
| ジョエル・ズーター                | スイス           | 1998年10月25日（26歳） | Bingoal Pauwels Sauces WB        |
| マッテオ・トレンティン            | イタリア         | 1989年8月2日（35歳）   |                                  |
| オリヴェイロ・トロイア            | イタリア         | 1994年9月1日（30歳）   |                                  |
| ディエゴ・ウリッシ                | イタリア         | 1989年7月15日（35歳）  |                                  |

## 歴代陣容
| 2021年陣容                       | 2021年陣容       | 2021年陣容             | 2021年陣容             |
| 選手名                           | 国籍             | 生年月日               | 前年所属チーム         |
| -------------------------------- | ---------------- | ---------------------- | ---------------------- |
| アンドレス・アルディラ           | コロンビア       | 1999年6月2日（25歳）   |                        |
| フアン・アユソー (6/15から)      | スペイン         | 2002年9月16日（22歳）  | Bathco Cycling Team    |
| ミッケル・ビョーグ               | デンマーク       | 1998年11月3日（26歳）  |                        |
| スヴェンエリック・ビストラム     | ノルウェー       | 1992年1月21日（33歳）  |                        |
| ヴァレリオ・コンティ             | イタリア         | 1993年3月30日（31歳）  |                        |
| ルイ・コスタ                     | ポルトガル       | 1986年10月5日（38歳）  |                        |
| アレッサンドロ・コーヴィ         | イタリア         | 1998年9月28日（26歳）  |                        |
| ダビ・デラクルス                 | スペイン         | 1989年5月6日（35歳）   |                        |
| ジョセフロイド・ドンブロウスキー | アメリカ合衆国   | 1991年5月12日（33歳）  |                        |
| ダヴィデ・フォルモロ             | イタリア         | 1992年10月25日（32歳） |                        |
| フェルナンド・ガビリア           | コロンビア       | 1994年8月19日（30歳）  |                        |
| ライアン・ギボンズ               | 南アフリカ共和国 | 1994年8月13日（30歳）  | NTTプロサイクリング    |
| フェリックス・グロス (8/1から)   | ドイツ           | 1998年9月4日（26歳）   | Rad-Net Rose Team      |
| マルク・ヒルシ                   | スイス           | 1998年8月24日（26歳）  | チーム・サンウェブ     |
| アレクサンダー・クリストフ       | ノルウェー       | 1987年5月7日（37歳）   |                        |
| ヴェーガル・スターク・ラエンゲン | ノルウェー       | 1989年2月7日（36歳）   |                        |
| ラファウ・マイカ                 | ポーランド       | 1989年9月12日（35歳）  | ボーラ＝ハンスグローエ |
| マルコ・マルカート               | イタリア         | 1984年2月11日（41歳）  |                        |
| ブランドン・マクナルティ         | アメリカ合衆国   | 1998年4月2日（26歳）   |                        |
| ヨウセフ・ミルサ                 | アラブ首長国連邦 | 1988年10月8日（36歳）  |                        |
| フアン・モラノ                   | コロンビア       | 1994年11月4日（30歳）  |                        |
| クリスティアン・ムニョス         | イタリア         | 1996年3月20日（28歳）  |                        |
| イヴォ・オリヴェイラ             | ポルトガル       | 1996年9月5日（28歳）   |                        |
| ルイ・オリヴェイラ               | ポルトガル       | 1996年9月5日（28歳）   |                        |
| タデイ・ポガチャル               | スロベニア       | 1998年9月21日（26歳）  |                        |
| ヤン・ポランツ                   | スロベニア       | 1992年5月6日（32歳）   |                        |
| アレクサンドル・リアブシェンコ   | ベラルーシ       | 1995年10月12日（29歳） |                        |
| マキシミリアーノ・リケーゼ       | アルゼンチン     | 1983年3月7日（42歳）   |                        |
| マッテオ・トレンティン           | イタリア         | 1989年8月2日（35歳）   | CCCチーム              |
| オリヴェイロ・トロイア           | イタリア         | 1994年9月1日（30歳）   |                        |
| ディエゴ・ウリッシ               | イタリア         | 1989年7月15日（35歳）  |                        |

| 2020年陣容                       | 2020年陣容       | 2020年陣容             | 2020年陣容                                     |
| 選手名                           | 国籍             | 生年月日               | 前年所属チーム                                 |
| -------------------------------- | ---------------- | ---------------------- | ---------------------------------------------- |
| アンドレス・アルディラ           | コロンビア       | 1999年6月2日（25歳）   | EPM–Scott                                      |
| ファビオ・アル                   | イタリア         | 1990年7月3日（34歳）   |                                                |
| ミッケル・ビョーグ               | デンマーク       | 1998年11月3日（26歳）  | Hagens Berman Axeon                            |
| トム・ボーリ                     | スイス           | 1994年1月17日（31歳）  |                                                |
| スヴェンエリック・ビストラム     | ノルウェー       | 1992年1月21日（33歳）  |                                                |
| ヴァレリオ・コンティ             | イタリア         | 1993年3月30日（31歳）  |                                                |
| ルイ・コスタ                     | ポルトガル       | 1986年10月5日（38歳）  |                                                |
| アレッサンドロ・コーヴィ         | イタリア         | 1998年9月28日（26歳）  | Team Colpack                                   |
| ダビ・デラクルス                 | スペイン         | 1989年5月6日（35歳）   | チーム・イネオス                               |
| ジョセフロイド・ドンブロウスキー | アメリカ合衆国   | 1991年5月12日（33歳）  | EFエデュケーションファースト・プロサイクリング |
| ダヴィデ・フォルモロ             | イタリア         | 1992年10月25日（32歳） | ボーラ＝ハンスグローエ                         |
| フェルナンド・ガビリア           | コロンビア       | 1994年8月19日（30歳）  |                                                |
| セルヒオ・エナオ                 | コロンビア       | 1987年12月10日（37歳） |                                                |
| アレクサンダー・クリストフ       | ノルウェー       | 1987年5月7日（37歳）   |                                                |
| ヴェーガル・スターク・ラエンゲン | ノルウェー       | 1989年2月7日（36歳）   |                                                |
| マルコ・マルカート               | イタリア         | 1984年2月11日（41歳）  |                                                |
| ブランドン・マクナルティ         | アメリカ合衆国   | 1998年4月2日（26歳）   | Rally UHC Cycling                              |
| ヨウセフ・ミルサ                 | アラブ首長国連邦 | 1988年10月8日（36歳）  |                                                |
| フアン・モラノ                   | コロンビア       | 1994年11月4日（30歳）  |                                                |
| クリスティアン・ムニョス         | イタリア         | 1996年3月20日（28歳）  |                                                |
| イヴォ・オリヴェイラ             | ポルトガル       | 1996年9月5日（28歳）   |                                                |
| ルイ・オリヴェイラ               | ポルトガル       | 1996年9月5日（28歳）   |                                                |
| ジャスパー・フィリプセン         | ベルギー         | 1998年3月2日（27歳）   |                                                |
| タデイ・ポガチャル               | スロベニア       | 1998年9月21日（26歳）  |                                                |
| ヤン・ポランツ                   | スロベニア       | 1992年5月6日（32歳）   |                                                |
| エドワルド・ラヴァージ           | イタリア         | 1994年6月5日（30歳）   |                                                |
| アレクサンドル・リアブシェンコ   | ベラルーシ       | 1995年10月12日（29歳） |                                                |
| マキシミリアーノ・リケーゼ       | アルゼンチン     | 1983年3月7日（42歳）   | ドゥクーニンク・クイックステップ               |
| オリヴェイロ・トロイア           | イタリア         | 1994年9月1日（30歳）   |                                                |
| ディエゴ・ウリッシ               | イタリア         | 1989年7月15日（35歳）  |                                                |

| 2019年陣容                       | 2019年陣容       | 2019年陣容             | 2019年陣容                       |
| 選手名                           | 国籍             | 生年月日               | 前年所属チーム                   |
| -------------------------------- | ---------------- | ---------------------- | -------------------------------- |
| ファビオ・アル                   | イタリア         | 1990年7月3日（34歳）   |                                  |
| トム・ボーリ                     | スイス           | 1994年1月17日（31歳）  | BMCレーシングチーム              |
| スヴェン・エーリク・ビストレム   | ノルウェー       | 1992年1月21日（33歳）  |                                  |
| シモーネ・コンソンニ             | イタリア         | 1994年9月12日（30歳）  |                                  |
| ヴァレリオ・コンティ             | イタリア         | 1993年3月30日（31歳）  |                                  |
| ルイ・コスタ                     | ポルトガル       | 1986年10月5日（38歳）  |                                  |
| クリスティアン・デュラセック     | クロアチア       | 1987年7月26日（37歳）  |                                  |
| ロベルト・フェッラーリ           | イタリア         | 1983年3月9日（42歳）   |                                  |
| フェルナンド・ガビリア           | コロンビア       | 1994年8月19日（30歳）  | クイックステップ・フロアーズ     |
| セルヒオ・エナオ                 | コロンビア       | 1987年12月10日（37歳） | チームスカイ                     |
| アレクサンダー・クリストフ       | ノルウェー       | 1987年5月7日（37歳）   |                                  |
| ヴェーガル・スターク・ラエンゲン | ノルウェー       | 1989年2月7日（36歳）   |                                  |
| マルコ・マルカート               | イタリア         | 1984年2月11日（41歳）  |                                  |
| ダニエル・マーティン             | アイルランド     | 1986年8月20日（38歳）  |                                  |
| ユースフ・ミルザ・アルハマディ   | アラブ首長国連邦 | 1988年10月8日（36歳）  |                                  |
| フアン・モラノ                   | コロンビア       | 1994年11月4日（30歳）  | マンザナ・ポストボンチーム       |
| マヌエーレ・モーリ               | イタリア         | 1980年8月9日（44歳）   |                                  |
| クリスティアン・ムニョス         | イタリア         | 1996年3月20日（28歳）  | コルデポルテス・ゼヌ・セリョロホ |
| イヴォ・オリヴェイラ             | ポルトガル       | 1996年9月5日（28歳）   | ハーゲンスマーバン・アクション   |
| ルイ・オリヴェイラ               | ポルトガル       | 1996年9月5日（28歳）   | ハーゲンスマーバン・アクション   |
| シモーネ・ペティッリ             | イタリア         | 1993年5月4日（31歳）   |                                  |
| ヤスパー・フィリプセン           | ベルギー         | 1998年3月2日（27歳）   | ハーゲンスマーバン・アクション   |
| タデイ・ポガチャル               | スロベニア       | 1998年9月21日（26歳）  | リュブリャナ・グスト             |
| ヤン・ポランツ                   | スロベニア       | 1992年5月6日（32歳）   |                                  |
| エドワード・ラヴァジ             | イタリア         | 1994年6月5日（30歳）   |                                  |
| アリャクサンドル・リャブシェンコ | ベラルーシ       | 1995年10月12日（29歳） |                                  |
| ローリー・スザーランド           | オーストラリア   | 1982年2月8日（43歳）   |                                  |
| オリヴェイロ・トロイア           | イタリア         | 1994年9月1日（30歳）   |                                  |
| ディエゴ・ウリッシ               | イタリア         | 1989年7月15日（35歳）  |                                  |

| 2018年陣容                       | 2018年陣容       | 2018年陣容             | 2018年陣容                          | 2018年陣容 |
| 選手名                           | 国籍             | 生年月日               | 前年所属チーム                      |            |
| -------------------------------- | ---------------- | ---------------------- | ----------------------------------- | ---------- |
| アナス・エイト・エル・アブディア | モロッコ         | 1993年3月21日（31歳）  |                                     |            |
| ファビオ・アル                   | イタリア         | 1990年7月3日（34歳）   | アスタナ・プロチーム                |            |
| ダルウィン・アタプマ             | コロンビア       | 1988年1月15日（37歳）  |                                     |            |
| マッテーオ・ボーノ               | イタリア         | 1983年11月11日（41歳） |                                     |            |
| スヴェン・エーリク・ビストレム   | ノルウェー       | 1992年1月21日（33歳）  | カチューシャ・アルペシン            |            |
| シモーネ・コンソンニ             | イタリア         | 1994年9月12日（30歳）  |                                     |            |
| ヴァレリオ・コンティ             | イタリア         | 1993年3月30日（31歳）  |                                     |            |
| ルイ・コスタ                     | ポルトガル       | 1986年10月5日（38歳）  |                                     |            |
| クリスティアン・デュラセック     | クロアチア       | 1987年7月26日（37歳）  |                                     |            |
| ロベルト・フェッラーリ           | イタリア         | 1983年3月9日（42歳）   |                                     |            |
| フィリッポ・ガンナ               | イタリア         | 1996年7月25日（28歳）  |                                     |            |
| アレクサンダー・クリストフ       | ノルウェー       | 1987年5月7日（37歳）   | カチューシャ・アルペシン            |            |
| ヴェーガル・スターク・ラエンゲン | ノルウェー       | 1989年2月7日（36歳）   |                                     |            |
| マルコ・マルカート               | イタリア         | 1984年2月11日（41歳）  |                                     |            |
| ダニエル・マーティン             | アイルランド     | 1986年8月20日（38歳）  | クイックステップ・フロアーズ        |            |
| ユースフ・ミルザ・アルハマディ   | アラブ首長国連邦 | 1988年10月8日（36歳）  |                                     |            |
| マヌエーレ・モーリ               | イタリア         | 1980年8月9日（44歳）   |                                     |            |
| シモーネ・ペティッリ             | イタリア         | 1993年5月4日（31歳）   |                                     |            |
| ヤン・ポランツ                   | スロベニア       | 1992年5月6日（32歳）   |                                     |            |
| エドワード・ラヴァジ             | イタリア         | 1994年6月5日（30歳）   |                                     |            |
| アリャクサンドル・リャブシェンコ | ベラルーシ       | 1995年10月12日（29歳） | チーム ソリーゴ・アマル・パラッツァ |            |
| ローリー・スザーランド           | オーストラリア   | 1982年2月8日（43歳）   | モビスター・チーム                  |            |
| ベン・スウィフト                 | イギリス         | 1987年11月5日（37歳）  |                                     |            |
| オリヴェイロ・トロイア           | イタリア         | 1994年9月1日（30歳）   |                                     |            |
| ディエゴ・ウリッシ               | イタリア         | 1989年7月15日（35歳）  |                                     |            |

| 2017年陣容                       | 2017年陣容       | 2017年陣容             | 2017年陣容                 | 2017年陣容                         |
| 選手名                           | 国籍             | 生年月日               | 前年所属チーム             | 翌年所属チーム                     |
| -------------------------------- | ---------------- | ---------------------- | -------------------------- | ---------------------------------- |
| アナス・エイト・エル・アブディア | モロッコ         | 1993年3月21日（31歳）  | 新人                       |                                    |
| ダルウィン・アタプマ             | コロンビア       | 1988年1月15日（37歳）  | BMC・レーシングチーム      |                                    |
| マッテーオ・ボーノ               | イタリア         | 1983年11月11日（41歳） |                            |                                    |
| シモーネ・コンソンニ             | イタリア         | 1994年9月12日（30歳）  | 新人                       |                                    |
| ヴァレリオ・コンティ             | イタリア         | 1993年3月30日（31歳）  |                            |                                    |
| ルイ・コスタ                     | ポルトガル       | 1986年10月5日（38歳）  |                            |                                    |
| クリスティアン・デュラセック     | クロアチア       | 1987年7月26日（37歳）  |                            |                                    |
| ロベルト・フェッラーリ           | イタリア         | 1983年3月9日（42歳）   |                            |                                    |
| フィリッポ・ガンナ               | イタリア         | 1996年7月25日（28歳）  | 新人                       |                                    |
| アンドレア・グアルディーニ       | イタリア         | 1989年6月12日（35歳）  | アスタナ・プロチーム       | バルディアーニ・CSF                |
| マルコ・クンプ                   | スロベニア       | 1988年9月9日（36歳）   |                            | CCCスプランディ・ポルコヴィチェ    |
| ヴェーガル・スターク・ラエンゲン | ノルウェー       | 1989年2月7日（36歳）   | IAMサイクリング            |                                    |
| マルコ・マルカート               | イタリア         | 1984年2月11日（41歳）  | ワンティ・グループゴベール |                                    |
| ルイ・メインティース             | 南アフリカ共和国 | 1992年2月21日（33歳）  |                            | チーム・ディメンションデータ       |
| ユースフ・ミルザ・アルハマディ   | アラブ首長国連邦 | 1988年10月8日（36歳）  | NASR-DUBAI                 |                                    |
| サーシャ・モドロ                 | イタリア         | 1987年6月19日（37歳）  |                            | チームEFエデュケーションファースト |
| マテイ・モホリッチ               | スロベニア       | 1994年10月19日（30歳） |                            | バーレーン・メリダ                 |
| マヌエーレ・モーリ               | イタリア         | 1980年8月9日（44歳）   |                            |                                    |
| プジェムィスワフ・ニエミエツ     | ポーランド       | 1980年4月11日（44歳）  |                            | 未定                               |
| シモーネ・ペティッリ             | イタリア         | 1993年5月4日（31歳）   |                            |                                    |
| ヤン・ポランツ                   | スロベニア       | 1992年5月6日（32歳）   |                            |                                    |
| エドワード・ラヴァジ             | イタリア         | 1994年6月5日（30歳）   |                            |                                    |
| ベン・スウィフト                 | イギリス         | 1987年11月5日（37歳）  |                            |                                    |
| オリヴェイロ・トロイア           | イタリア         | 1994年9月1日（30歳）   |                            |                                    |
| ディエゴ・ウリッシ               | イタリア         | 1989年7月15日（35歳）  |                            |                                    |
| フェデリーコ・ズルロ             | イタリア         | 1994年5月25日（30歳）  |                            | 未定                               |

| 2016年陣容                   | 2016年陣容       | 2016年陣容             | 2016年陣容                       | 2016年陣容                   |
| 選手名                       | 国籍             | 生年月日               | 前年所属チーム                   | 翌年所属チーム               |
| ---------------------------- | ---------------- | ---------------------- | -------------------------------- | ---------------------------- |
| 新城幸也                     | 日本             | 1984年9月22日（40歳）  | チーム・ヨーロッパカー           | バーレーン・メリダ           |
| マッテーオ・ボーノ           | イタリア         | 1983年11月11日（41歳） |                                  |                              |
| マッティーア・カッタネオ     | イタリア         | 1990年10月25日（34歳） |                                  | アンドローニ・ジョカットーリ |
| ダヴィデ・チモライ           | イタリア         | 1989年8月13日（35歳）  |                                  | FDJ                          |
| ヴァレリオ・コンティ         | イタリア         | 1993年3月30日（31歳）  |                                  |                              |
| マリオ・コスタ               | ポルトガル       | 1985年11月15日（39歳） |                                  | 引退                         |
| ルイ・コスタ                 | ポルトガル       | 1986年10月5日（38歳）  |                                  |                              |
| クリスティアン・デュラセック | クロアチア       | 1987年7月26日（37歳）  |                                  |                              |
| フェン・チュンカイ           | 台湾             | 1988年11月2日（36歳）  |                                  | バーレーン・メリダ           |
| ロベルト・フェッラーリ       | イタリア         | 1983年3月9日（42歳）   |                                  |                              |
| ツガブ・グルマイ             | エチオピア       | 1991年8月25日（33歳）  |                                  | バーレーン・メリダ           |
| イリア・コシェヴォイ         | ベラルーシ       | 1991年3月20日（33歳）  |                                  | ウィリエール・サウスイースト |
| マルコ・クンプ               | スロベニア       | 1988年9月9日（36歳）   | アドリアモービル                 |                              |
| ルイス・メインチェス         | 南アフリカ共和国 | 1992年2月21日（33歳）  | MTN・クベカ                      |                              |
| サーシャ・モドロ             | イタリア         | 1987年6月19日（37歳）  |                                  |                              |
| マテイ・モホリッチ           | スロベニア       | 1994年10月19日（30歳） | チーム・キャノンデール・ガーミン |                              |
| マヌエーレ・モーリ           | イタリア         | 1980年8月9日（44歳）   |                                  |                              |
| プジェムィスワフ・ニエミエツ | ポーランド       | 1980年4月11日（44歳）  |                                  |                              |
| シモーネ・ペティッリ         | イタリア         | 1993年5月4日（31歳）   | ウニエウロ・ウィリエール         |                              |
| ルカ・ピベルニク             | スロベニア       | 1993年10月23日（31歳） |                                  | バーレーン・メリダ           |
| ヤン・ポランツェ             | スロベニア       | 1992年5月6日（32歳）   |                                  |                              |
| エドワード・ラバシ           | イタリア         | 1994年6月5日（30歳）   | 8/1よりトレーニー                |                              |
| オリヴェイロ・トロイア       | イタリア         | 1994年9月1日（30歳）   | 8/1よりトレーニー                |                              |
| ディエゴ・ウリッシ           | イタリア         | 1989年7月15日（35歳）  |                                  |                              |
| シュー・ガン                 | 中国             | 1984年1月28日（41歳）  |                                  | 未定                         |
| フェデリーコ・ズルロ         | イタリア         | 1994年5月25日（30歳）  | ユナイテッド・ヘルスケア         |                              |

| 2012年陣容                         | 2012年陣容     | 2012年陣容     | 2012年陣容                               |
| 選手名                             | 国籍           | 生年月日       | 前年所属チーム                           |
| ---------------------------------- | -------------- | -------------- | ---------------------------------------- |
| ウィナー・アナコーナ・ゴメス       | コロンビア     | 1988年8月11日  | ダントン・カパッリーニ・ヴィベルト       |
| レオナルド・ベルタニョッリ         | イタリア       | 1978年1月8日   |                                          |
| グレガ・ボレ                       | スロベニア     | 1985年8月13日  |                                          |
| マッテオ・ボーノ                   | イタリア       | 1983年11月11日 |                                          |
| ヴィタリー・ブッツ                 | ウクライナ     | 1986年10月24日 |                                          |
| ダヴィデ・チモライ                 | イタリア       | 1989年8月13日  | リクイガス・キャノンデール               |
| ダミアーノ・クネゴ                 | イタリア       | 1981年9月19日  |                                          |
| マッシモ・グラツィアーノ           | イタリア       | 1988年9月25日  | トレヴィジャーニ・ダイナモン・ボットーリ |
| ダニーロ・ホンド                   | ドイツ         | 1974年1月4日   |                                          |
| オレクサンドル・クヴァチュク       | ウクライナ     | 1983年7月23日  |                                          |
| マシュー・ロイド                   | オーストラリア | 1983年5月24日  | オメガファーマ・ロット                   |
| アドリアーノ・マローリ             | イタリア       | 1988年1月28日  |                                          |
| マルコ・マルツァーノ               | イタリア       | 1980年6月10日  |                                          |
| マヌエーレ・モーリ                 | イタリア       | 1980年8月9日   |                                          |
| プジェムィスワフ・ニエミエツ       | ポーランド     | 1980年4月11日  |                                          |
| アレッサンドロ・ペタッキ           | イタリア       | 1974年1月3日   |                                          |
| ダニエーレ・ピエトロポッリ         | イタリア       | 1980年7月11日  |                                          |
| モッリス・ポッソーニ               | イタリア       | 1974年7月1日   | チーム・スカイ                           |
| ダニエーレ・リーギ                 | イタリア       | 1976年3月28日  |                                          |
| ミケーレ・スカルポーニ             | イタリア       | 1979年9月25日  |                                          |
| アレッサンドロ・スペツィアレッティ | イタリア       | 1975年1月14日  |                                          |
| シモーネ・ストルトーニ             | イタリア       | 1985年7月7日   | コルナゴ・CSF - イノックス               |
| ディエゴ・ウリッシ                 | イタリア       | 1989年7月15日  |                                          |
| ダヴィデ・ヴィガノ                 | イタリア       | 1984年6月12日  | レオパルド・トレック                     |

| 2011年陣容                         | 2011年陣容 | 2011年陣容     | 2011年陣容                       |
| 選手名                             | 国籍       | 生年月日       | 前年所属チーム                   |
| ---------------------------------- | ---------- | -------------- | -------------------------------- |
| アルフレード・バッローニ           | イタリア   | 1989年9月20日  |                                  |
| レオナルド・ベルタニョッリ         | イタリア   | 1978年1月8日   | アンドローニ・ジョカットーリ     |
| グレガ・ボレ                       | スロベニア | 1985年8月13日  |                                  |
| マッテオ・ボーノ                   | イタリア   | 1983年11月11日 |                                  |
| ヴィタリー・ブッツ                 | ウクライナ | 1986年10月24日 |                                  |
| ダミアーノ・クネゴ                 | イタリア   | 1981年9月19日  |                                  |
| フランチェスコ・ガヴァッツィ       | イタリア   | 1984年8月1日   |                                  |
| ダニーロ・ホンド                   | ドイツ     | 1974年1月4日   |                                  |
| ヴィタリー・コンドルト             | ウクライナ | 1984年8月15日  | ISD - ネーリ                     |
| デニス・コスチュク                 | ウクライナ | 1982年5月13日  | ISD - ネーリ                     |
| ドミトリー・クリヴツォフ           | ウクライナ | 1985年4月3日   | ISD - ネーリ                     |
| オレクサンドル・クヴァチュク       | ウクライナ | 1983年7月23日  | ISD - ネーリ                     |
| ダヴィド・ロースリ                 | スイス     | 1980年5月8日   |                                  |
| エンリコ・マガッツィーニ           | イタリア   | 1988年4月27日  |                                  |
| アドリアーノ・マローリ             | イタリア   | 1988年1月28日  |                                  |
| マルコ・マルツァーノ               | イタリア   | 1980年6月10日  |                                  |
| マヌエーレ・モーリ                 | イタリア   | 1980年8月9日   |                                  |
| プジェムィスワフ・ニエミエツ       | ポーランド | 1980年4月11日  | ミケ                             |
| アイトール・ペレス                 | スペイン   | 1977年7月24日  | フートン・セルベット             |
| アレッサンドロ・ペタッキ           | イタリア   | 1974年1月3日   |                                  |
| ダニエーレ・ピエトロポッリ         | イタリア   | 1980年7月11日  |                                  |
| ダニエーレ・リーギ                 | イタリア   | 1976年3月28日  |                                  |
| ミケーレ・スカルポーニ             | イタリア   | 1979年9月25日  | アンドローニ・ジョカットーリ     |
| アレッサンドロ・スペツィアレッティ | イタリア   | 1975年1月14日  |                                  |
| シモン・スピラック                 | スロベニア | 1986年6月23日  |                                  |
| バーリント・セグハルミ             | ハンガリー | 1980年9月16日  | テュスナド・サイクリング・チーム |
| ディエゴ・ウリッシ                 | イタリア   | 1989年7月15日  |                                  |